# Siseme pedias
Siseme pedias är en fjärilsart som beskrevs av Frederick DuCane Godman 1903. Siseme pedias ingår i släktet Siseme och familjen Riodinidae. Inga underarter finns listade i Catalogue of Life.